# Idaea taeniata
Idaea taeniata là một loài bướm đêm trong họ Geometridae.